# OshKosh B’Gosh

Logo

OshKosh B'Gosh ist ein amerikanischer Hersteller von Kinderbekleidung.
Das 1895 gegründete Unternehmen mit Sitz in Oshkosh, Wisconsin wuchs von einem kleinen lokalen Hersteller für Arbeitskleidung zu einem globalen Unternehmen für Kinderkleidung und -accessoires.

Heute ist OshKosh B'Gosh einer der größten und bekanntesten Hersteller für Kinderkleidung in den USA.

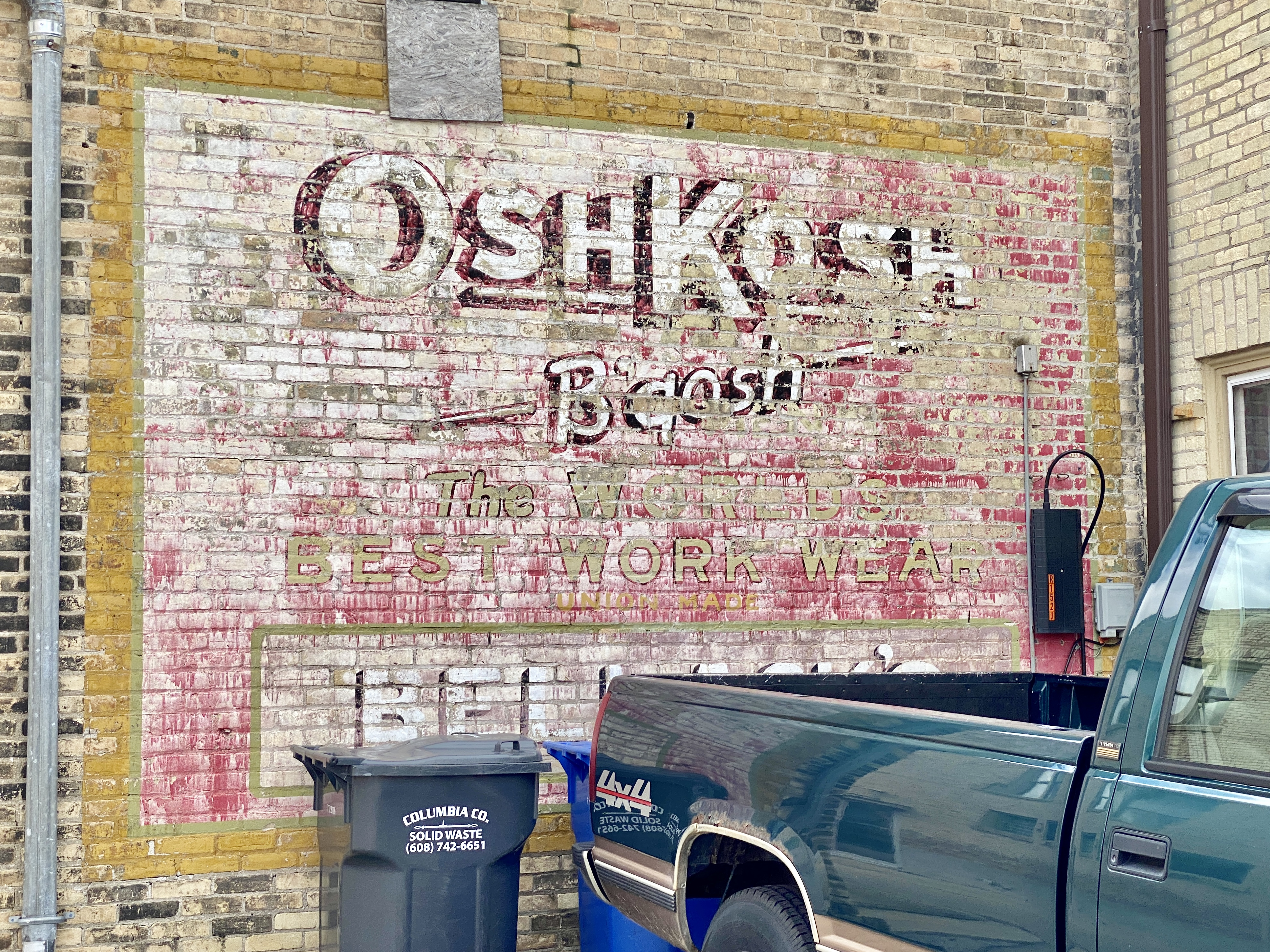
Werbung

Die Erfolgsgeschichte begann um 1900 herum, als man die Latzhose für Kinder „erfand“.

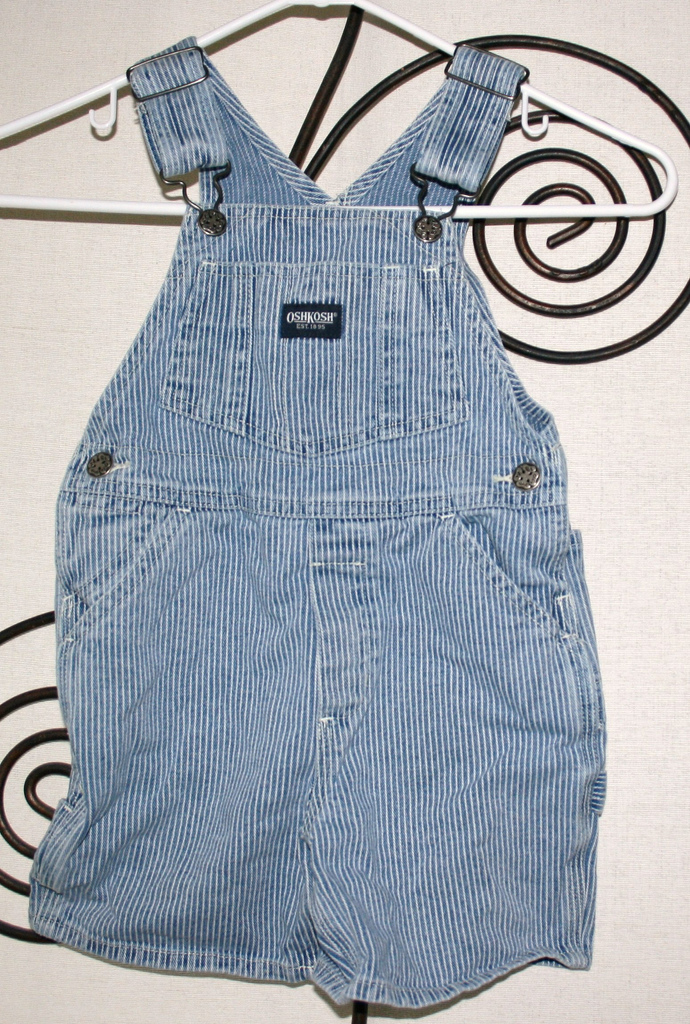
Die legendäre Latzhose

Die Kleinen konnten sich nun anziehen wie ihre Väter. Die Hosen waren robust und einfach an- und auszuziehen. Das Produkt wurde ein großer Erfolg, der noch größer wurde, als das lokale Versandhandels-Unternehmen Miles Kimball die Latzhosen in seinen Katalog aufnahm. Seitdem waren die Hosen ständig ausverkauft, bis OshKosh B'Gosh expandierte und die Latzhosen schließlich im ganzen Land verkaufte.
Der Trend der Latzhosen für Kinder erlangte internationale Bekanntheit und hält noch heute an.